# Kleine Gusen
Kleine Gusen är ett vattendrag i Österrike.   Det ligger i förbundslandet Oberösterreich, i den nordöstra delen av landet, 140 km väster om huvudstaden Wien.
Trakten runt Kleine Gusen består till största delen av jordbruksmark. Runt Kleine Gusen är det ganska tätbefolkat, med 100 invånare per kvadratkilometer.